# Cartelle
Cartelle è un comune spagnolo di 3 732 abitanti situato nella comunità autonoma della Galizia.